# Kōshi
Kōshi (jap. 合志市 Kōshi-shi) – miasto w Japonii, w prefekturze Kumamoto, w zachodniej części wyspy Kiusiu.